# Gobierno provisional de la República de China (1937-1940)
El Gobierno provisional de la República de China (chino tradicional: 中華民國臨時政府, chino simplificado: 中华民国临时政府, pinyin: Zhōnghuá Mínguó Línshí Zhèngfǔ, o en japonés: Chūka Minkoku Rinji Seifu), fue un gobierno títere presidido por Wang Kemin y establecido bajo la tutela de los invasores japoneses de China.

## Creación y disolución
Creado el 14 de diciembre de 1937 en Pekín, este gobierno fue el que asumió el control de una parte del nordeste de China, incluidas las ciudades de Pekín, Tianjin y Qingdao. No obstante, tuvo una corta existencia ya que en 1940 fue disuelto y se integró en el nuevo gobierno unificado con capital en Nankín, presidido por Wang Jingwei, que se hundiría tras la derrota japonesa en la Segunda Guerra Mundial.

## Historia
Al año siguiente los japoneses crearon en la zona la Compañía de Ferrocarriles de China del Norte, que tuvieron bajo control militar.
En 1939, el Gobierno títere de Hebei Oriental se disolvió y se integró en el de Pekín.
En 1940, los japoneses unificaron los Gobiernos títeres chinos bajo el nuevo gobierno unificado con capital en Nankín, presidido por Wang Jingwei, que se hundiría tras la derrota japonesa en la Segunda Guerra Mundial.
El Gobierno colaboracionista de Pekín adoptó como bandera nacional la bandera republicana china de cinco franjas. Sin embargo, el Gobierno de Nankín de Wang Jingwei adoptaría la segunda bandera republicana, de fondo rojo y con el sol blanco sobre cielo azul, símbolo del Kuomintang.
La ciudad de Pekín (en chino 北京, "capital del norte") había sido renombrada como Běipíng, «paz del norte» al establecerse el Gobierno nacional de la República de China en Nankín en 1927. Durante el breve periodo en que albergó al Gobierno Provisional colaboracionista, recuperó el nombre tradicional de Pekín.
Durante el tiempo en que existieron estos regímenes títeres en China, el Gobierno legítimo de la República de China, reconocido por las potencias aliadas durante la Segunda Guerra Mundial, hubo de trasladarse a la ciudad interior de Chongqing, dirigido por el líder militar chino Chiang Kai-shek. El Gobierno de Chiang Kai-shek volvería a establecerse en Nankín tras la salida de los japoneses y el hundimiento del Gobierno colaboracionista.